# Lasioglossum virens
Lasioglossum virens é uma espécie de insetos himenópteros, mais especificamente de abelhas pertencente à família Apidae.
A autoridade científica da espécie é Erichson, tendo sido descrita no ano de 1835.
Trata-se de uma espécie presente no território português.